# Государственный свод особо ценных объектов культурного наследия народов Российской Федерации
Государственный свод особо ценных объектов культурного наследия народов РФ — единый комплекс (банк) документов и материалов об особо ценных объектах культурного наследия народов РФ.
Государственный свод включает:
- регистрационный реестр и
- документально-информационный фонд.

## Список
Указаны даты указов Президента РФ о включении учреждений и организаций в Свод.

### Музеи-заповедники
1. Московский Кремль (архитектурный ансамбль, Государственный историко-культурный музей-заповедник «Московский Кремль», Государственный Кремлёвский дворец) — 18 декабря 1991 г.
2. Государственный историко-архитектурный и этнографический музей-заповедник «Кижи» (Республика Карелия, Спасо-Кижский погост) — 6 ноября 1993 г.
3. Государственный мемориальный и природный заповедник «Музей-усадьба Л. Н. Толстого «Ясная поляна» (Тульская область) — 6 ноября 1993 г.
4. Государственный Бородинский военно-исторический музей-заповедник (включая территорию с расположенными на ней памятниками истории и культуры) (Московская область) — 24 января 1995 г.
5. Государственный музей-заповедник «Ростовский кремль» (г. Ростов Великий Ярославской области) — 24 января 1995 г.
6. Государственный мемориальный историко-литературный и природно-ландшафтный музей-заповедник А. С. Пушкина «Михайловское» (включая территорию с расположенными на ней памятниками истории и культуры в границах, утверждённых постановлением Правительства Российской Федерации от 20 февраля 1995 г. N 165 «О мерах по сохранению и дальнейшему развитию Государственного музея-заповедника А. С. Пушкина в селе Михайловском Пушкино-Горского района Псковской области») — 6 декабря 1995 г.
7. Рязанский Кремль, (Рязанский государственный историко-архитектурный музей-заповедник, Старая Рязань, исторический ансамбль Глебово-Городище) — 6 декабря 1995 г.
8. Соловецкий государственный историко-архитектурный и природный музей-заповедник (Соловецкий историко-культурный комплекс) — 6 декабря 1995 г.
9. Архангельский государственный музей деревянного зодчества и народного искусства «Малые Корелы» — 30 июля 1996 г.
10. Государственный музей-заповедник «Петергоф» (г. Петергоф) — 30 июля 1996 г.
11. Государственный Лермонтовский музей-заповедник «Тарханы» (Пензенская область) — 2 апреля 1997 г.
12. Государственный мемориальный и природный музей-заповедник И. С. Тургенева «Спасское-Лутовиново», включая территорию с расположенными на ней памятниками истории и культуры (Орловская область) — 2 апреля 1997 г.
13. Государственный художественно-архитектурный дворцово-парковый музей-заповедник «Царское Село» (г. Санкт-Петербург) — 2 апреля 1997 г.
14. Кирилло-Белозерский историко-архитектурный и художественный музей-заповедник, за исключением переданной в бессрочное безвозмездное пользование Русской православной церкви части территории Кирилло-Белозерского монастыря в г. Кириллове, именуемой малым Ивановским монастырем, с расположенными на ней памятниками истории и культуры (Вологодская область) — 2 апреля 1997 г.
15. Владимиро-Суздальский историко-архитектурный и художественный музей-заповедник — 15 января 1998 г.
16. Новгородский государственный объединённый музей-заповедник — 15 января 1998 г.
17. Государственный музей-заповедник М. А. Шолохова (станица Вешенская Ростовской области) — 30 октября 2006 г.
18. Государственный военно-исторический и природный музей-заповедник «Куликово поле» (Тульская область, Куликово поле) — 30 сентября 2009 г.
19. Государственный историко-мемориальный музей-заповедник «Сталинградская битва» (г. Волгоград) — 22 декабря 2011 г.
20. Государственный историко-археологический музей-заповедник «Херсонес Таврический» (г. Севастополь) — 1 января 2016 г.[1]

### Музеи
1. Государственный исторический музей (г. Москва) — 18 декабря 1991 г.
2. Государственный Эрмитаж (г. Санкт-Петербург) — 18 декабря 1991 г.
3. Государственный музей изобразительных искусств имени А. С. Пушкина (г. Москва) — 18 декабря 1991 г.
4. Всероссийское музейное объединение «Государственная Третьяковская галерея» (г. Москва) — 18 декабря 1991 г.
5. Центральный музей древнерусской культуры и искусства имени Андрея Рублёва (г. Москва) — 18 декабря 1991 г.
6. Музей антропологии и этнографии имени Петра Великого (Кунсткамера) (г. Санкт-Петербург) — 18 декабря 1991 г.
7. Российский этнографический музей (г. Санкт-Петербург) — 18 декабря 1991 г.
8. Государственный музей искусства народов Востока (г. Москва) — 18 декабря 1991 г.
9. Политехнический музей (г. Москва) — 18 декабря 1991 г.
10. Государственный Русский музей (г. Санкт-Петербург) — 5 июня 1992 г.
11. Государственный научно-исследовательский музей архитектуры имени А. В. Щусева (г. Москва) — 24 января 1995 г.
12. Российский национальный музей музыки (г. Москва) — 24 января 1995 г.
13. Всероссийский музей А. С. Пушкина (г. Санкт-Петербург) — 2 апреля 1997 г.
14. Государственный музей Л. Н. Толстого (г. Москва) — 2 апреля 1997 г.
15. Государственный центральный театральный музей имени А. А. Бахрушина (г. Москва) — 2 апреля 1997 г.
16. Саратовский государственный художественный музей имени А. Н. Радищева — 15 января 1998 г.

### Высшие учебные заведения
1. Московская государственная консерватория имени П. И. Чайковского — 18 декабря 1991 г.
2. Московский государственный университет имени М. В. Ломоносова — 18 декабря 1991 г.
3. Санкт-Петербургский государственный университет — 18 декабря 1991 г.
4. Академия русского балета имени А. Я. Вагановой (г. Санкт-Петербург) — 24 января 1995 г.
5. Московский государственный технический университет имени Н. Э. Баумана — 24 января 1995 г.
6. Санкт-Петербургская государственная консерватория имени Н. А. Римского-Корсакова — 6 декабря 1995 г.
7. Казанский государственный университет — 30 июля 1996 г.
8. Санкт-Петербургский горный университет императрицы Екатерины II (Горный институт) — 30 июля 1996 г.
9. Томский политехнический университет — 2 апреля 1997 г.
10. Российский государственный педагогический университет имени А. И. Герцена (г. Санкт-Петербург) — 15 января 1998 г.
11. Томский государственный университет — 15 января 1998 г.
12. Военно-медицинская академия (г. Санкт-Петербург) — 17 декабря 1998 г.
13. Российский государственный аграрный университет — МСХА им. К. А. Тимирязева (г. Москва) — 11 сентября 2008 г.
14. Московский педагогический государственный университет — 2 февраля 2009 г.
15. Всероссийский государственный институт кинематографии имени С. А. Герасимова (г. Москва) — 15 апреля 2013 г.[2]
16. Московская государственная академия хореографии — 16 января 2016 г.[3]
17. Московский государственный университет геодезии и картографии (МИИГАиК) — 1 апреля 2020 г.[4]
18. Российская академия музыки имени Гнесиных (РАМ имени Гнесиных) — 11 апреля 2016 г.[5]

### Научные организации
1. Институт русской литературы («Пушкинский Дом») (г. Санкт-Петербург) — 24 января 1995 г.
2. Главная (Пулковская) астрономическая обсерватория Российской академии наук (г. Санкт-Петербург) — 2 апреля 1997 г.
3. Государственный институт искусствознания (г. Москва) — 17 января 2022 г.[6]

### Библиотеки
1. Российская государственная библиотека (г. Москва) — 18 декабря 1991 г.
2. Российская национальная библиотека (г. Санкт-Петербург) — 27 марта 1992 г.

### Архивные учреждения
1. Государственный фонд кинофильмов Российской Федерации (Московская область, г. Домодедово) — 6 ноября 1993 г.
2. Российский государственный архив древних актов (г. Москва) — 6 ноября 1993 г.
3. Российский государственный исторический архив (г. Санкт-Петербург) — 6 ноября 1993 г.
4. Государственный архив Российской Федерации (г. Москва) — 24 января 1995 г.
5. Российский государственный военно-исторический архив (г. Москва) — 24 января 1995 г.
6. Российский государственный архив кинофотодокументов (Московская область, г. Красногорск) — 2 апреля 1997 г.
7. Российский государственный архив литературы и искусства (г. Москва) — 2 апреля 1997 г.
8. Государственный фонд телевизионных и радиопрограмм (г. Москва) — 15 января 1998 г. (исключён 9 декабря 2013 г.)[7]

### Театры
1. Государственный академический Большой театр России (г. Москва) — 18 декабря 1991 г.
2. Государственный академический Малый театр России (г. Москва) — 18 декабря 1991 г.
3. Государственный академический Мариинский театр (г. Санкт-Петербург) — 6 ноября 1993 г.
4. Национальный драматический театр России (Александринский) — 11 апреля 2016 года
5. Московский художественный академический театр имени А. П. Чехова — 6 июня 1996 года

### Художественные организации
1. Российская академия художеств (г. Москва) — 18 декабря 1991 г.
2. Жостовская фабрика декоративной росписи (Жостовский промысел; Московская область, дер. Жостово) — 6 ноября 1993 г.

### Иное
1. Общенациональный мемориал воинской славы (г. Москва) — 17 ноября 2009 г.